# Villatuelda
Villatuelda község Spanyolországban, Burgos tartományban.  Lakosainak száma 53 fő (2024).

## Népesség
A település népessége az utóbbi években az alábbiak szerint változott:
| Lakosok száma | 64   | 62   | 58   | 52   | 53   | 46   | 40   | 41   | 42   | 53   |
|               | 2001 | 2004 | 2006 | 2009 | 2011 | 2014 | 2016 | 2019 | 2021 | 2024 |